# Локалізація відеоігор

Титульний екран відеогри Clock Tower: присутні оригінальна назва японською та англійською

Локалізація відеоігор — це переклад тексту та/або озвучення відеоігор мовами, відмінними від оригінальної, а також їх адаптація до інших культур. Локалізація може виконуватися з комерційною метою для продажу відеоігор в інших регіонах, або некомерційно, задля лише кращої зрозумілості твору гравцям, котрі, як передбачається, вже володіють грою іншою мовою. Локалізація передбачає внесення змін до файлів гри, їх перезапис, згідно з мовними та культурними особливостями цільової аудиторії. Локалізація не змінює загальної концепції гри, на відміну від текстових/звукових модифікацій, здатних, наприклад, перетворити серйозну відеогру на гумористичну.

## Особливості

Heroes of Might and Magic V: можна побачити локалізований українською довідковий текст

Локалізація відеоігор подібна до локалізації фільмів, але має низку суттєвих відмінностей. У грі велику кількість тексту складають не репліки персонажів, а описи предметів, завдань тощо, котрі не озвучуються. Субтитри у відеогрі зазвичай змінюються швидше, ніж у фільмі, адже ігри переважно динамічніші. Також їхня довжина може обмежуватися роздільністю екрана. Субтитри в іграх повідомляють не лише про мову персонажів або закадровий голос, а й фонові звуки. Їхній колір або шрифт можуть надавати додаткову інформацію, наприклад, виділені імена сигналізують про важливість тих чи інших персонажів. Звукові файли, такі як мова персонажів, можуть як лишатися оригінальними при перекладеному тексті (тоді локалізація називається частковою чи текстовою), такі і переозвучуватися, замінюючи оригінальні файли чи зберігаючись окремо серед інших ігрових файлів (така локалізація називається повною). Мова персонажів відеогри не обов'язково повинна наперед відповідати рухам губ — якщо дозволяє ігровий рушій, міміка автоматично підлаштовується під звуки (див. ліпсинк).
У відеоіграх можлива варіативність, коли той самий персонаж за різних умов промовляє різні репліки, чи різні дії супроводжуються різним текстовим описом. Таким чином обсяг тексту збільшується в кілька разів. Можлива ситуація, коли потрібно узгоджувати рід або число одних слів з іншими. До прикладу, якщо гравець має вибір грати за чоловіка чи жінку, це впливає на звертання до його персонажу. Все це передбачає або використання нейтральних слів, або створення кількох варантів субтитрів і звукових доріжок для кожного випадку.
Крім того, гра слів, ідіоми можуть бути складовими ігрових загадок і їхній буквальний переклад зробить проходження гри неможливим, що спонукає шукати відповідники в тій мові, якою гра локалізується. Складовою локалізації також є адаптація тексту й озвучення до культурних реалій. Так, очевидні для японців речі будуть незрозумілі американцям, що належить виправляти заміною слів чи й цілих речень.

## Рівні локалізації
Залежно від фінансової доцільності перенесення гри на іншу мову, локалізація може здійснюватися на кількох рівнях.
- Перший рівень — імпорт ігор мовою оригіналу без жодних втручань у саму гру чи її комплектацію.
- Другий рівень — локалізація коробки та документації, керівництва, проте не самої гри. Такий підхід доцільний, якщо у грі мало тексту або сюжету, наприклад, такими були ранні аркадні ігри, або якщо очікується, що населення в цільовому регіоні має достатнє володіння мовою оригіналу.
- Третій рівень локалізації — це часткова локалізація, за якої текст гри перекладається, а файли озвучення — ні. Це допомагає скоротити витрати, одночасно роблячи гру зрозумілою. Мова персонажів при цьому матиме субтитри.
- Кінцевим рівнем локалізації є повна локалізація, де всі ресурси гри перекладені, включаючи звукові файли, текст гри, графіку та керівництва. Це найдорожчий варіант, яким зазвичай займаються лише ігрові компанії рівня AAA[2].

## Процес локалізації
На етапі планування локалізація відеогри потребує розгляду низки питань: чи підтримує рушій гри Юнікод; чи можливе форматування дати, часу, чисел, валюти; яким чином організовано ресурси гри; чи містить гра культурно специфічний сленг і чи має він суттєве значення для ігрового процесу; як може реалізуватися в грі ліпсинк; які відеоформати підтримує гра; чи може інтерфейс масштабуватися аби вміщувати текст різного розміру; яким чином організовано конвеєр програмного забезпечення; який рівень локалізації потрібен; як контролюватимуться оновлення/версії гри; які ресурси потрібні для виконання локалізації; чи потрібно створювати які-небудь пропрієтарні інструменти для локалізації; виконуватиметься вона розробниками чи сторонніми компаніями; чи може локалізована версія випускатися одночасно з оригінальною?
На етапі виробництва ресурси гри та супровідні документи, упаковка, перекладаються й тестуються згідно розробленого плану. На цьому етапі вирішується коли набір ресурсів буде готовим до перекладу та яким чином їх буде організовано для роботи. Також важливо встановити яка ігрова документація важлива для здійснення локалізації — технічна й довідкова з теми сюжету гри. Крім того локалізаторам слід визначити яким чином локалізовані ресурси будуть інтегровані до готової гри, та як вони тестуватимуться. Їм належить вирішити і як виконавці локалізації спілкуватимуться між собою аби мати потрібні уявлення про тексти гри і статус процесу локалізації, які показники свідчать про готовність локалізації та які її терміни.
На етапі постпродакшну створюються додаткові локалізовані матеріали, такі як скріншоти гри, керівництво з неї. Якщо до гри випускатимуться патчі, доповнення, вони також потребуватимуть локалізації. Завершена локалізація дозволить створити набір розробника, аби полегшити наступні локалізації.

## Історія
Вперше потреба в локалізації для продажу гри виникла в 1980-і роки, коли розробники японської гри Pac-Man виправили транслітерацію на «Puck-Man», але при релізі гри в США прийняли рішення повернути оригінальну назву через те, що в «Puck» може вбачатися завуальоване лайливе слово.
Важливою проблемою при локалізації ранніх відеоігор 1980-х років було обмеження довжини слів. Тому перекладений текст мусив або дорівнювати оригінальному, або бути коротшим. Це зокрема стосувалося ігор для NES та SNES.
Часто бюджети й терміни виробництва були короткими, в результаті чого переклади виходили або заплутаними й неточними, або текст писався заново. Крім того, не існувало спеціальних інструментів для локалізації, тож процес вимагав знання програмування. Ранні локалізації часом виконували програмісти, що не володіли мовою цільової аудиторії належною мірою. Наприклад, оригінальний переклад гри для Sega Genesis Beyond Oasis (оригінальна японська назва Story of Thor) англомовний редактор відкинув і переписав без жодного втручання перекладача. Подібні рішення могли приводити до того, що оригінальна та локалізована версії ставали на практиці різними іграми. Іноді погана якість перекладу сприяла популярності гри, як у випадку з перекладом Zero Wing, фраза з якої «All your base are belong to us» стала раннім інтернет-мемом.
На початку 2000-х років технології дозволили зберігати текст у рядках ASCII, а не у форматі зображення, як було поширено, що посприяло їх простішій обробці та надало більше місця для зберігання тексту. Покращені звукові можливості та поширення озвучування створили нові виклики та можливості для локалізації, дозволяючи використовувати дубляж. Оскільки графіка вдосконалювалася, а ігри більше покладались на кінематографічність, більше уваги доводилось приділяти синхронізації рухів губ із мовою, а також жестам, які можуть мати різну культурну специфіку.
Сучасні відеоігри характеризуються великою кількістю діалогів, зокрема високобюджетні RPG. Наприклад, команда, відповідальна за локалізацію Fable II на п'ять мов, складалася з 270 акторів та 130 співробітників. Тексти діалогів для Star Wars: The Old Republic містили текст, порівнянний з обсягом 40-а романів.

## Локалізація відеоігор українською

Текст Counter-Strike: GO перекладено українською

Локалізація відеоігор українською з'явилася практично тоді ж, коли й відеоігри на українських теренах, однак тривалий час була суто аматорською. Зазвичай переклади здійснювалися з російської мови, котрою ігри офіційно поширювалися в СНД.
Лише в 2010-і деяким ентузіастам вдавалося укласти договори з видавцями відеоігор. Так, офіційну українську локалізацію отримали ігри Valve, такі як Counter-Strike: GO, Dota 2, Dota Underlords, Half-Life: Alyx, а також Kingdom Come: Deliverance, Metro 2033, The Sinking City та ін. Проте зазвичай видавці не зацікавлені в тому, щоб українська мова була у грі, вважаючи, що вона недостатньо впливає на обсяги продажів. Лише декілька ігор, таких як Cradle, отримали українську локалізацію одразу з випуском у продажі. Деякі студії, випускаючи ігри на території України спершу російською, потім виконали власні локалізації українською. Так з'явились переклади ігор серії S.T.A.L.K.E.R, Козаки, Metro 2033. Станом на 2021 рік, уже понад тисяча відеоігрових товарів (ігри й доповнення до них) мали офіційну локалізацію українською мовою. Втім, більшість із них складають невеликі інді-ігри, локалізація котрих виконується ентузіастами у співпраці з видавцями. Більшість із них поширюються на платформі Steam. Професійний перекладач перекладає в місяць близько 50 тисяч слів тексту відеогри.
Українську локалізацію здебільшого мають ігри для ПК. Для консолей це кілька ігор на PlayStation 4: Metro 2033, The Sinking City й декілька інді-ігор. Причина полягає в тому, що лише компанія Sony, яка виробляє PlayStation 4, офіційно продає ці консолі в Україні.
Головні причини відсутності української локалізації у відеоіграх — це ставлення до України, як до колишньої країни Радянського Союзу, де всі мають розуміти російську мову; і затратність додаткової локалізації українською. Стаття 27 Закону про мову зобов'язує забезпечувати комп'ютерні програми, поширювані на території України, користувацьким інтерфейсом державною мовою, який за обсягом та змістом має містити не менше інформації, ніж іншомовні версії такого інтерфейсу. Це положення набуло чинності з літа 2022 року.